# Wouter Sybrandy
Wouter Sybrandy (La Haia, 20 de febrer de 1985) és un ciclista neerlandès, professional del 2010 al 2013. Ha passat tota la seva carrera esportiva competint al Regne Unit, fins i tot, va participar en el Campionat britànic en contrarellotge i va quedar segon al 2008.